# Миккельсен, Пер
Пер Ми́ккельсен (фар. Per Mikkelsen; род. 10 октября 1966 года в Тофтире, Фарерские острова) — фарерский футболист, тренер и судья. В настоящее время является тренером юношеских команд клуба «Скала».

## Биография
Пер является воспитанником тофтирского футбола. Он провёл свою первую игру за «Б68» 26 мая 1984 года, это был поединок высшего фарерского дивизиона со столичным клубом «ХБ». Встреча оказалась единственной для Пера в дебютном сезоне, а его команда стала чемпионом Фарерских островов. В 1985 году он сыграл в 8 матчах первенства архипелага и помог тофтирцам защитить чемпионский титул. В сезоне-1986 Пер перестал попадать в состав «Б68» и в итоге не провёл ни одной игры. Он снова появился на поле в 1987 году, отыграв 1 встречу в высшей лиге. В сезоне-1988 Пер принял участие в 3 матчах чемпионата. 13 августа 1988 года он забил свой единственный гол за «Б68», поразив ворота «ЛИФ». Затем полузащитник взял 5-летнюю паузу в карьере.
Он вернулся в футбол в сезоне-1994, снова став игроком «Б68». Пер принял участие в 3 матчах фарерского первенства, параллельно выступая за дублирующий состав тофтирцев в первом дивизионе. В 1995 году он перешёл из «Б68» в «ХБ», однако не пригодился первой команде своего нового клуба. В сезоне-1995 Пер играл за второй и третий составы «красно-чёрных». С 1996 года он выступал только за третью команду клуба во втором дивизионе. За «ХБ III» полузащитник играл вплоть до окончания сезона-1999, после чего он принял решение завершить свои выступления.
Во время карьеры футболиста Пер пробовал себя в роли судьи. В 1986—1990 годах он отсудил 1 футбольный матч как главный арбитр, а также отработал 3 встречи в качестве помощника судьи. После ухода из футбола Пер начал тренерскую деятельность. В 2000 году он возглавил юношеские команды клуба «Скала». В 2020 году Пер стал обладателем премии ÍtróttaFYRIMYNDIN за колоссальный вклад в развитие детско-юношеского футбола на Фарерских островах.

## Достижения

### Командные
«Б68»
- Чемпион Фарерских островов (2): 1984, 1985

 «ХБ Торсхавн II»
- Победитель первого дивизиона (1): 1995

### Личные
- Обладатель премии ÍtróttaFYRIMYNDIN (1): 2020